# Procamacolaimus phinneyi
Procamacolaimus phinneyi is een rondwormensoort uit de familie van de Camacolaimidae. De wetenschappelijke naam van de soort is voor het eerst geldig gepubliceerd in 1964 door Murphy.